# Confienza
Confienza là một đô thị ở tỉnh Pavia trong vùng Lombardia của Ý, có cự ly khoảng 50 km về phía tây nam của Milan và khoảng 50 km về phía tây bắc của Pavia. Tại thời điểm ngày 31 tháng 12 năm 2004, đô thị này có dân số 1.667 người và diện tích là 26.7 km².
Confienza giáp các đô thị sau: Casalino, Granozzo con Monticello, Palestro, Robbio, Vespolate, Vinzaglio.